# Rebutia
Rebutia is een geslacht van cactussen. De soorten komen voor in Bolivia en Argentinië.

## Soorten
- Rebutia albopectinata
- Rebutia atrovirens
- Rebutia deminuta
- Rebutia fidaiana
- Rebutia fiebrigii
- Rebutia heliosa
- Rebutia langeri
- Rebutia margarethae
- Rebutia marsoneri
- Rebutia minuscula
- Rebutia muscula
- Rebutia pulvinosa
- Rebutia ritteri

Acanthocalycium · 
Acanthocereus · 
Acharagma ·
Akersia ·  
Ancistrocactus · 
Ariocarpus · 
Armatocereus · 
Arrojadoa · 
Arthrocereus · 
Astrophytum · 
Austrocactus · 
Austrocylindropuntia · 
Aztekium · 
Bergerocactus · 
Blossfeldia · 
Bolivicereus · 
Brachycereus · 
Brasilicereus · 
Brasiliopuntia · 
Browningia · 
Calymmanthium · 
Carnegiea · 
Cephalocereus · 
Cephalocleistocactus · 
Cereus · 
Cintia ·
Cipocereus · 
Cleistocactus · 
Cochemeia · 
Coleocephalocereus · 
Consolea · 
Copiapoa · 
Corryocactus · 
Coryphantha · 
Cumulopuntia · 
Cylindropuntia · 
Dendrocereus · 
Denmoza · 
Discocactus · 
Disocactus · 
Echinocactus · 
Echinocereus · 
Echinomastus · 
Echinopsis · 
Epiphyllum · 
Epithelantha · 
Erdisia ·
Eriosyce · 
Escobaria · 
Escontria · 
Espostoa · 
Espostoopsis · 
Eulychnia · 
Facheiroa · 
Ferocactus · 
Frailea · 
Geohintonia · 
Grusonia · 
Gymnocalycium · 
Haageocereus · 
Harrisia · 
Hatiora · 
Hylocereus · 
Isolatocereus · 
Jasminocereus · 
Lasiocereus · 
Lemaireocereus · 
Leocereus · 
Lepismium · 
Leptocereus · 
Leuchtenbergia · 
Lobivia · 
Lophophora · 
Maihuenia · 
Maihueniopsis · 
Mammillaria · 
Mammilloydia · 
Matucana · 
Melocactus · 
Micranthocereus · 
Mila · 
Miqueliopuntia · 
Myrtillocactus · 
Neobuxbaumia · 
Neolloydia · 
Neoraimondia · 
Neowerdermannia · 
Notocactus · 
Obregonia · 
Opuntia · 
Oreocereus · 
Oroya · 
Ortegocactus · 
Pacherocactus · 
Pachycereus · 
Parodia · 
Pediocactus · 
Pelecyphora · 
Peniocereus · 
Pereskia · 
Pereskiopsis · 
Pierrebraunia · 
Pilosocereus · 
Polaskia · 
Praecereus · 
Pseudoacanthocereus · 
Pseudorhipsalis · 
Pterocactus · 
Pygmaeocereus · 
Quiabentia · 
Rauhocereus · 
Rebutia · 
Rhipsalis · 
Samaipaticereus · 
Schlumbergera· 
Sclerocactus · 
Selenicereus · 
Setiechinopsis · 
Stenocactus · 
Stenocereus · 
Stephanocereus · 
Stetsonia · 
Strombocactus · 
Sulcorebutia · 
Tacinga · 
Tephrocactus · 
Thelocactus · 
Trichocereus · 
Tunilla · 
Turbinicarpus · 
Uebelmannia · 
Weberbauerocereus · 
Weberocereus · 
Weingartia ·  
Yavia · 
Yungasocereus · 
Zygocactus ·